# Vương Văn Đào
Vương Văn Đào (tiếng Trung giản thể: 王文涛, bính âm Hán ngữ: Wáng Wén Tāo), sinh tháng 5 năm 1964, người Hán, là chính trị gia nước Cộng hòa Nhân dân Trung Hoa. Ông là Ủy viên Ủy ban Trung ương Đảng Cộng sản Trung Quốc khóa XX, Ủy viên dự khuyết khóa XIX, hiện là Bí thư Đảng tổ, Bộ trưởng Bộ Thương mại Trung Quốc. Ông nguyên là Phó Bí thư Tỉnh ủy, Tỉnh trưởng Chính phủ Nhân dân tỉnh Hắc Long Giang; Phó Bí thư Tỉnh ủy Sơn Đông, Bí thư Thành ủy thành phố Tế Nam; Thường vụ Tỉnh ủy tỉnh Giang Tây, Bí thư Thành ủy thành phố Nam Xương.
Vương Văn Đào là Đảng viên Đảng Cộng sản Trung Quốc, học hàm Phó Giáo sư, học vị Cử nhân Triết học, Thạc sĩ Quản trị kinh doanh.

## Xuất thân và giáo dục
Vương Văn Đào sinh tháng 5 năm 1964, người thành phố Nam Thông, tỉnh Giang Tô, Cộng hòa Nhân dân Trung Hoa. Ông lớn lên và theo học phổ thông ở quê nhà. Tháng 9 năm 1981 đến tháng 7 năm 1985, ông học chuyên ngành Triết học, Khoa Triết học tại Đại học Phục Đán ở thành phố Thượng Hải, tốt nghiệp Cử nhân Triết học. Tháng 12 năm 1994, ông được kết nạp Đảng Cộng sản Trung Quốc.

## Sự nghiệp

### Thời kỳ đầu
Năm 1985, Vương Văn Đào tốt nghiệp đại học và bắt đầu sự nghiệp của mình, được tuyển dụng, trở thành giảng viên giảng dạy tại Đại học Hàng không vũ trụ Thượng Hải (上海航天职工大学). Ông lần lượt là Bí thư Đoàn ủy, Khoa phó Khoa Học sinh, rồi Trưởng khoa Giáo dục học tập của Đại học Hàng không vũ trụ Thượng Hải. Giai đoạn năm 1997, ông là Trợ lý Hiệu trưởng Đại học Hàng không vũ trụ Thượng Hải.

### Tổ chức địa phương

#### Thượng Hải
Tháng 10 năm 1998, Vương Văn Đào giữ chức Phó Bí thư Tấn ủy, Trấn trưởng trấn Ngũ Xá, quận Tùng Giang, thành phố Thượng Hải. Tháng 3 năm 2000, ông được bổ nhiệm làm Bí thư Đảng ủy trấn Ngũ Xá, Trấn trưởng trấn Ngũ Xá. Tháng 1 năm 2001, ông được bổ nhiệm giữ chức Bí thư Đảng ủy trấn Mão Cảng, quận Tùng Giang. Tháng 11 năm 2001, ông được bổ nhiệm làm Chủ nhiệm Ủy ban Kế hoạch phát triển quận Tùng Giang. Tháng 1 năm 2002, ông được bổ nhiệm giữ chức Phó Quận trưởng quận Tùng Giang.
Tháng 6 năm 2007, ông được bổ nhiệm giữ chức Phó Bí thư Quận ủy, quyền Quận trưởng quận Hoàng Phố, thành phố Thượng Hải. Tháng 7 năm 2007, ông chính thức trở thành Quận trưởng quận Hoàng Phố. Tháng 2 năm 2008, ông được bổ nhiệm làm Bí thư Quận ủy kiêm Quận trưởng quận Hoàng Phố. Tháng 6 năm 2008, ông thôi kiêm nhiệm chức vụ Quận trưởng quận Hoàng Phố.

#### Điều chuyển
Vân Nam: từ tháng 3 năm 2004, Vương Văn Đào giữ chức Phó Bí thư Thành ủy Côn Minh, Phó Thị trưởng thường trực thành phố Côn Minh, tỉnh Vân Nam. Tháng 11 năm 2004, ông được bổ nhiệm làm Phó Bí thư Thành ủy, quyền Thị trưởng thành phố Côn Minh. Tháng 2 năm 2005, ông được bầu làm Thị trưởng thành phố Côn Minh, cấp chính địa, chính sảnh.
Giang Tây: tháng 4 năm 2011, ông được bổ nhiệm làm Ủy viên Ban thường vụ Tỉnh ủy Giang Tây, Bí thư Thành ủy thành phố Nam Xương, cấp hàm phó tỉnh, phó bộ.
Sơn Đông: tháng 3 năm 2015, ông được bổ nhiệm làm Ủy viên Ban thường vụ Tỉnh ủy Sơn Đông, Bí thư Thành ủy Tế Nam. Tháng 4 năm 2017, ông được bổ nhiệm giữ chức vụ Phó Bí thư Tỉnh ủy Sơn Đông.

#### Hắc Long Giang
Tháng 3 năm 2018, ông được bổ nhiệm làm Phó Bí thư Tỉnh ủy, quyền Tỉnh trưởng tỉnh Hắc Long Giang, thay cho Lục Hạo. Ngày 15 tháng 5 năm 2018, ông được bầu làm Tỉnh trưởng tỉnh Hắc Long Giang. Ông là Ủy viên dự khuyết Ủy ban Trung ương Đảng Cộng sản Trung Quốc khóa XVIII, XIX.

### Bộ Thương mại Trung Quốc
Tháng 12 năm 2020, Trung ương quyết định điều chuyển Vương Văn Đào về thủ đô, bổ nhiệm làm Bí thư Đảng tổ Bộ Thương mại Trung Quốc. Với đề nghị của Tổng lý Quốc vụ viện, Nhân Đại Trung Quốc phê chuẩn ông giữ chức Bộ trưởng Bộ Thương mại Trung Quốc từ ngày 26 tháng 12 năm 2020.